# Гиллеспи, Кит
Кит Роберт Гиллеспи (англ. Keith Robert Gillespie; родился 18 февраля 1975 года в Ларне, Северная Ирландия) — североирландский футболист. Один из рекордсменов своей сборной. Большую часть своей карьеры провел в элите английского футбола.

## Карьера

### Манчестер Юнайтед
Гиллеспи попал в молодёжную команду «Манчестер Юнайтед» летом 1991 и дебютировал в сезоне 1992/93. Он не смог закрепиться в основе и уехал в «Ньюкасл Юнайтед».

### Ньюкасл Юнайтед
20 августа 1995 года официально перешел в «Ньюкасл Юнайтед». Там он стал твердым игроком основы.

### Дальнейшая карьера
Дальше играл за «Блэкберн Роверс», «Лестер Сити» и «Шеффилд Юнайтед», с последним вылетел в Чемпионшип.
В сезоне 2008-09 потерял место в основе и перешел на правах аренды в «Чарльтон Атлетик».
 В январе 2009 года перешел в «Брэдфорд Сити».Летом перешел в «Гленторан».
В октябре 2010 перешел в «Дарлингтон».
24 марта 2011 года перешел в «Лонгфорд Таун», где и завершил карьеру.

## Карьера в сборной
Гиллеспи сыграл 86 матчей за сборную своей страны. Дебют состоялся в сентябре 1994 года в матче со сборной Португалии.Последний матч сыграл в ноябре 2008 года против Венгрии